# Lípa v Bosni
Lípa v Bosni (také známá jako Valečovská lípa) je neobyčejně vzrostlý památný strom. Roste za obcí Boseň v okrese Mladá Boleslav na prahu Českého ráje.

## Základní údaje
- název: Lípa v Bosni, Boseňská lípa, Valečovská lípa[2]
- výška: 35 m (1975)[1], 36 m (1999)[2]
- obvod: 800 cm (1975)[3][1], 800 cm (1999)[4][2]
- výška koruny: 30 m[2]
- průměr koruny: 24 m[2]
- věk: 300 let[2]
- zdravotní stav: 3[5]
- sanace: naposledy r. 1995
- souřadnice: 50°30'32.17"N, 15°1'31.76"E

Strom stojí za kravínem v obci Boseň směrem k podhradí zříceniny Valečov.

## Stav stromu a údržba
Dutý kmen stromu se ve 2,5 m dvojí, výš se dělí znovu a vytváří tak mohutný troják. Lípa vyniká svojí netypickou korunou. Stav stromu je dobrý, lípa byla v minulosti ošetřena a koruna vyvázána. V roce 2005 bylo doporučeno vazbu opravit a kmen ošetřit.

## Další zajímavosti
Boseňská lípa je největším stromem CHKO Český ráj a středních Čech. V roce 1999 byly v rámci projektu záchrany genofondu památných stromů z lípy odebrány rouby.

## Památné a významné stromy v okolí
- Dub u Oběšence (3,5 km sv.)
- Duby v Rohanské oboře (4,9 km vsv.)
- Lípa v Zásadce (0,6 km s.)
- Lípy u kostela (Boseň) (významné stromy, zas. 1801, 0,5 km jjz.)
- Památné lípy a kaštany na Mužském (32 z původních 34 stromů, z toho 2 lípy, 1,9 km sv.)